# Felodipina
La felodipina  è un calcio-antagonista selettivo a livello vascolare usato come anti-ipertensivo.

## Indicazioni
È utilizzato come medicinale in cardiologia contro ipertensione arteriosa e alcune forme di angina.

## Controindicazioni
L'uso di questa sostanza può causare angina instabile, stenosi aortica, shock cardiogeno, insufficienza cardiaca. Da sospendere se durante il trattamento si manifesta dolore ischemico.

## Dosaggi
- Ipertensione, 5 mg al giorno
- Angina pectoris, 5 mg al giorno (dose massima 10 mg al giorno)

## Farmacodinamica
I bloccanti dei canali del calcio hanno il ruolo di interferire con il flusso di ioni calcio verso l'interno delle cellule attraverso i canali lenti della membrana plasmatica.
I calcioantagonisti hanno un'azione farmacologia predominante in tessuti dove il calcio regola la coppia eccitazione-contrazione, riducendo la contrattilità miocardica e di riflesso il tono vascolare diminuito e l'impulso elettrico che circola nel cuore può essere depresso, tali luoghi in cui i calcioantagonisti rivestono un ruolo importante sono le cellule miocardiche, cellule del sistema di conduzione del cuore e muscolatura liscia vascolare.
Sono dei vasodilatatori arteriosi periferici e coronarici.

## Effetti indesiderati
Alcuni degli effetti indesiderati sono bradicardia, cefalea, dolore addominale, edema, vertigini, nausea, impotenza, vomito, febbre, neutropenia, ipoglicemia, aritmie, affaticamento, porpora, vasculiti, ipotensione, anemia, broncospasmo, rash, mialgia, dispnea, ansia, dolore toracico, confusione, vampate di calore, sincope, sudorazione, ittero, orticaria, infarto miocardico acuto.